# طايفه باباخان (مقاطعة إسلام آباد غرب)
طايفه‌باباخان (بالفارسية: طایفه‌باباخان) هي قرية تقع في قسم حومة الجنوبي الريفي (مقاطعة إسلام آباد غرب) في إيران. يقدر عدد سكانها بـ 30 نسمة .